# Nyzeeländska krigen
Nyzeeländska krigen, även kallade Landkrigen eller Māorikrigen, var en serie väpnade konflikter som utspelade sig i Nya Zeeland under åren 1845-1872. De slogs om flera olika frågor, men framför allt handlade det om att Māorifolkets landområden såldes till bosättningarna, och det hela slutade med att ett stort stycke land som tidigare tillhört Māorifolket beslagtogs.